# NGC 41
NGC 41 es una galaxia espiral localizada en la constelación de Pegaso.